# Miroslav Kružík (kněz)
Kružík Miroslav CSsR (15. února 1916 – 7. března 1981 Osek) byl český katolický kněz, člen kongregace redemptoristů.

## Život
Na kněze byl vysvěcen 28. června 1942. Podle údajů v Seznamu kněží působících v litoměřické diecézi se státním souhlasem podle §§ 16 a 17 vlád. nařízení 219/49 sb. byl v roce 1977 výpomocným duchovním v Oseku u Duchcova. Zde sloužil jako důchodce v pastoraci u řádových sester až do své smrti 7. března 1981. Tyto řeholní sestry byly do oseckého kláštera internovány poté, co nahradily v 50. letech 20. století předchozí, komunistickým režimem zde internované, řeholníky. Právě u těchto sester Kružík sloužil. Tyto řeholnice v oseckém klášteře žily do 90. let 20. století, kdy se do kláštera vrátili cisterciáci. Některé z těchto řeholních sester jsou pochovány na oseckém hřbitově.